# Петар Богдан
Петар Богдан Бакшев (1601–1674) је бугарски католички надбискуп, фрањевац и књижевник.
Његова "Историја Бугарске" (1667) је најстарија позната бугарска историја. Он је међу члановима такозване католичке пропаганде на бугарским земљама.